# Luka Lipošinović
Luka Lipošinović (Subotica, 12 de maio de 1933) é um ex-futebolista iugoslavo, medalhista olímpico. 

## Carreira
Luka Lipošinović fez parte do elenco medalha de prata, nos Jogos Olímpicos de 1956.

## Ligações Externas
- Perfil de Liposinovicv